# Chronica (Hiëronymus)
De Chronicon ("Kroniek") of Temporum liber ("Boek der Tijden") is een wereldgeschiedenis geschreven door Hiëronymus. Het werd door hem samengesteld omstreeks 380 in de Oost-Romeinse hoofdstad Constantinopel. Het geschrift bestaat uit een Latijnse vertaling van de chronologische tabellen uit het tweede deel van de Chronicon van Eusebius van Caesarea, met een voortzetting van de periode na 325, het jaar waarin de geschiedenis van Eusebius eindigt, en loopt door tot het jaar 379. Door historici wordt het, ondanks talrijke fouten van Eusebius, en enkele fouten van Hiëronymus, als een waardevol geschiedkundig werk beschouwd, omdat latere kroniekschrijvers als Prosper Tiro, Cassiodorus en Victor van Tunnuna het als bron gebruikten voor hun eigen kronieken. 

## Inhoud
De kroniek van Hiëronymus bevat een chronologie van de gebeurtenissen van Griekse mythologie, gebaseerd op het werk van Oud-Griekse historici zoals Apollodorus, Diodorus Siculus en Eusebius. Hoewel veel van de vroegste verhalen legendarische personages en gebeurtenissen betreffen die niet noodzakelijkerwijs stoelen op historisch feiten, kunnen er verspreide overblijfselen van historische gebeurtenissen uit de laat Myceens periode uit de 12e eeuw voor Christus in voorkomen. Met name Hiëronumus datum voor de verovering van Troje van 1189-1180 v.Chr. komt opmerkelijk goed overeen met de vernietigingslaag van Troje VI-VII, de belangrijkste kandidaat voor de historische inspiratie van de legendarische Troje, gedateerd op 1190 v. Chr.) Homerus zelf dateerde deze gebeurtenis op 940 v. Chr., terwijl de moderne wetenschap dit meestal na 800 v. Chr. dateert.

## Tijdlijn
De tijdlijn in de kroniek van Hiëronymus loopt vanaf de Bijbelse schepping van Adam en Eva in 5201 v. Chr. tot het 14e jaar van de regering van keizer Valens in het jaar 377 en beslaat een periode van 5.579 jaar. In overeenstemming met de Chronicon van Eusebius (begin 4e eeuw), dateerde Hiëronymus de schepping op 5201 voor Christus.

### Chronologie
Van Abraham tot de verovering van Troje (26 Lijst van koningen van Aššur), 835 jaar
- Ninus, zoon van Belus regeerde 52 jaar, Abraham, Zoroaster
- Semiramis, 42 jaar
- Zameis, 38 jaar; verbond van Abraham met God (1942 v. Chr.)
- Arius regeerde 30 jaar; geboorte van Isaak (1912 v. Chr.)
- Aralius, 40 jaar
- Xerxes Balaneus , 30 jaar; Inachus regeerde 50 jaar (1856 v. Chr.)
- Armamitres, 38 jaar
- Belocus, 35 jaar; geboorte van Jakob (1765 v.Chr.); Ogygian overstroming (1757 v. Chr.)
- Balaeus, 52 jaar; hongersnood in Egypte (1727 voor Christus)
- Altadas, 32 jaar; Prometheus
- Mamynthus, 30 jaar
- Magchaleus, 30 jaar
- Sphaerus, 20 jaar; geboorte van Mozes (1592 v. Chr.)
- Mamylus, 30 jaar
- Sparetus, 40 jaar; Deucalian overstroming (1526 v. Chr.)
- Ascatades, 40 jaar; Mozes op de berg Sinaï (1515 v. Chr.)
- Amynthes, 45 jaar; geboorte van Minos, Rhadamanthys en Sarpedon (1445 v. Chr.)
- Belochus, 25 jaar
- Bellepares, 30 jaar; Perseus
- Lamprides, 32 jaar; Tros (1365 v. Chr.)
- Sosares, 20 jaar; Pegasus
- Lampares, 30 jaar; Europa, tempel in Eleusis
- Pannias, 45 jaar; Miletus; Argonauten; Oedipus; Gideon
- Sosarmus, 19 jaar; Hercules, Priamus, Theseus, de oorlog van de Zeven tegen Thebe (1234 v. Chr.)
- Mithraeus, 27 jaar; Olympische Spelen (1212 v. Chr.)
- Tautanes, 32 jaar; Trojaanse Oorlog (1191-1182 v. Chr.)
- Van de verovering van Troje tot de eerste Olympiade, 406 jaar.
- Van Ninus tot Sardanapalus: 36 koningen van Aššur (1240 jaar)
- Van de eerste Olympiade, tot het 14e jaar van Valens, 1.155 jaar
- 1e Olympiade (776 v. Chr.)
- 65e Olympiade; Darius de Grote (520 v. Chr.)
- 181e Olympiade; Julius Caesar (44 v. Chr.)
- 202e Olympiade; prediking van Jezus Christus
- 289e Olympiade; Goten verslagen door Hunnen (377)